# Wu Di (directeur de la photographie)
Pour les articles homonymes, voir Wudi et Wu Di.
Wu Di est un directeur de la photographie et réalisateur chinois, connu pour ses collaborations avec le réalisateur de la Sixth Generation (en), Wang Xiaoshuai. 
Directeur de la photographie pour plus de dix films (tous avec des réalisateurs continentaux), Wu Di a également écrit et réalisé son propre long métrage, Goldfish en 1995.

## Filmographie

### Directeur de la photographie
- 1993 : The Days  (春 的 日子) de Wang Xiaoshuai
- 1993 : Jouer pour le plaisir ( 乐) de Ning Ying
- 1994 : Gone Forever with My Love ( 失 我 爱) de Feng Xiaogang
- 1995 : Postman (差) de He Jianjun
- 2001 : Butterfly Smile (蝶 微笑) de He Jianjun
- 2002 : Eyes of a Beauty (施 眼) de Guan Hu
- 2003 : Drifters (弟) de Wang Xiaoshuai
- 2005 : Shanghai Dreams (青 红) de Wang Xiaoshuai
- 2005 : You and Me (们 俩) de Ma Liwen
- 2008 : Une famille chinoise (左右) de Wang Xiaoshuai
- 2008 : Lost and Found ( 叫 刘跃进) de Ma Liwen
- 2010 : Chongqing Blues (日照 重慶) de Wang Xiaoshuai

### Réalisateur
- 1995 : Goldfish (金鱼)